# Kanahia laniflora
Kanahia laniflora là một loài thực vật có hoa trong họ La bố ma. Loài này được (Forssk.) R.Br. mô tả khoa học đầu tiên năm 1814.